# Aeroporto di Granada
L'Aeroporto di Granada (ufficialmente denominato Aeropuerto Federico García Lorca Granada-Jaén) è un aeroporto situato a 10 km a ovest di Granada e a 100 a sud di Jaén, nella regione dell'Andalusia, in Spagna. Effettua servizi di trasporto passeggeri per città della Spagna e d'Europa. 
Dal 2006 l'aeroporto è stato ufficialmente dedicato al poeta spagnolo Federico García Lorca di Granada.
Si tratta del terzo aeroporto per traffico passeggeri e cargo in Andalusia, per un totale di 1.251.926 passeggeri nell'anno 2019. A maggio 2022 l'offerta passeggeri è servita da tre compagnie aeree (Vueling, Air Nostrum, Air Europa), per un totale di nove destinazioni.
A marzo 2010 la compagnia aerea low cost Ryanair, a causa degli eccessivi costi dello scalo, aveva annunciato la cancellazione di quattro delle sei rotte servite dall'aeroporto, verso Girona, Liverpool, Londra-Stansted e Madrid. I servizi per Bergamo e Bologna erano tuttavia rimasti attivi.

## Statistiche
Numero di passeggeri e operazioni dall'anno 2000:

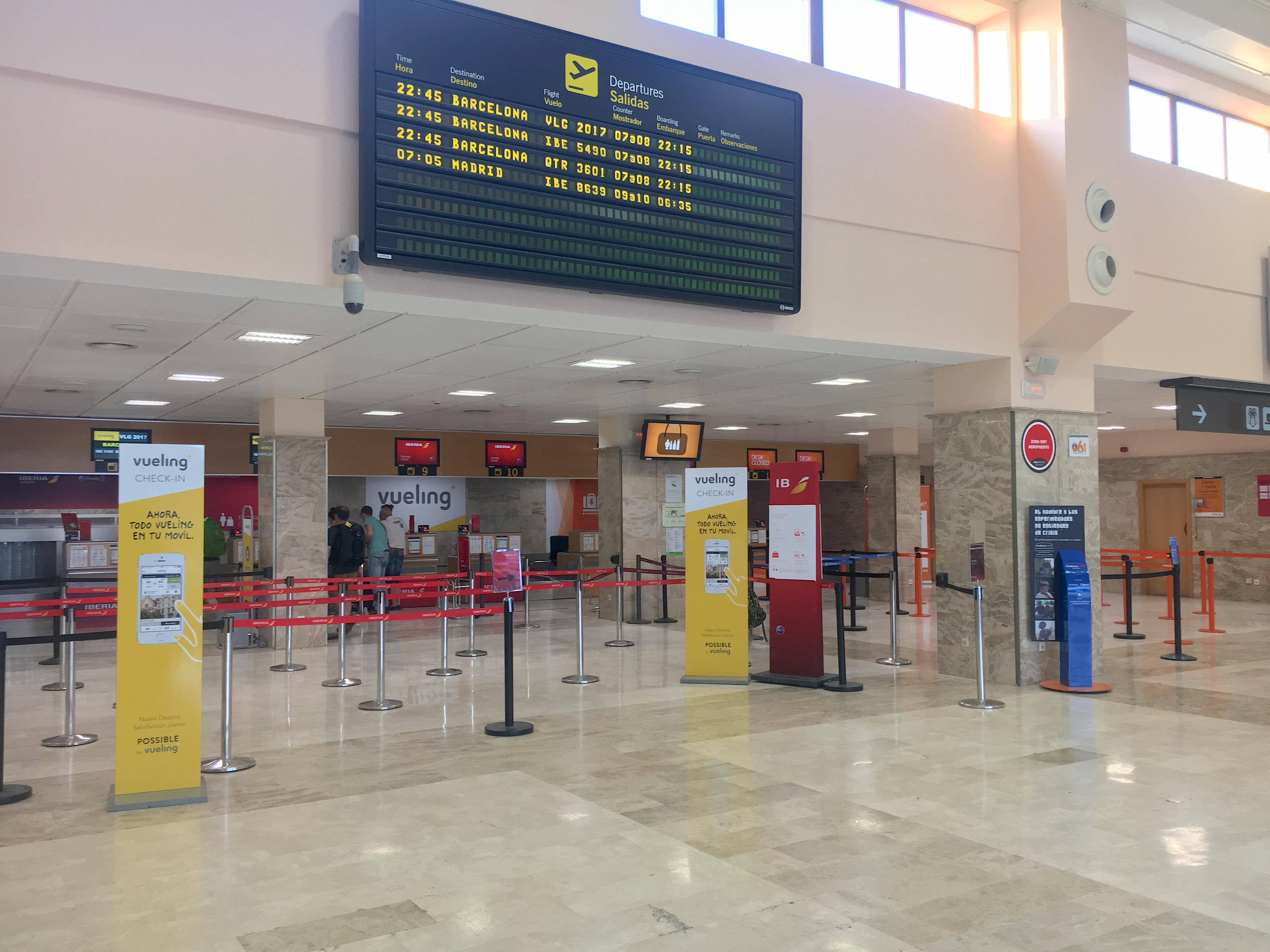
Terminali di check-in dell'aeroporto di Granada

| Anno | Passeggeri | Operazioni | Differenza |
| ---- | ---------- | ---------- | ---------- |
| 2000 | 509.442    | 9.906      | Stabile    |
| 2001 | 514.966    | 10.444     | +1,08 %    |
| 2002 | 486.756    | 11.188     | -5,48 %    |
| 2003 | 525.869    | 12.804     | +8,04 %    |
| 2004 | 590.931    | 13.584     | +12,37 %   |
| 2005 | 875.827    | 15.746     | +48,21 %   |
| 2006 | 1.086.236  | 17.583     | +24,02 %   |
| 2007 | 1.467.625  | 21.822     | +35,11 %   |
| 2008 | 1.422.013  | 19.279     | -3.11 %    |
| 2009 | 1.187.813  | 16.300     | -16,47 %   |
| 2010 | 978.107    | 13.843     | -17.65 %   |
| 2011 | 872.752    | 13.142     | -10.77 %   |
| 2012 | 728.428    | 11.376     | -16.54 %   |
| 2013 | 638.289    | 10.563     | -12.37 %   |
| 2014 | 650.544    | 10.348     | +1.92 %    |
| 2015 | 707.268    | 11.088     | +8.72 %    |
| 2016 | 753.142    | 11.331     | +6.49 %    |
| 2017 | 901.961    | 12.539     | +20.01 %   |
| 2018 | 1.126.417  | 13.714     | +24.9 %    |
| 2019 | 1.252.019  | 14.529     | +11.2%     |
| 2020 | 390.218    | 7.832      | -68.8%     |
| 2021 | 502.590    | 10.063     | +28,8%     |
| 2022 | 908.713    | 14.040     | +80,8%     |